# Никола Одринчанин
Никола Одринчанин или Николаос Адриануполитис (на гръцки: Νικόλαος Αδριανουπολίτης, Николаос Адриануполитис) е иконописец от времето на Възраждането.

## Биография
Прозвището му сочи, че е родом от Одрин. Не се знае къде е учил живопис. Към 1830 г. се заселва в Пловдив.
Повечето му запазени произведения са в този град или в Пловдивската епархия - Станимака, Брацигово, Горно Черковище, Калугерово, Казанлък. Най-ранната му подписана икона, съхранявана в Пловдивската градска художествена галерия, датира от 1830 година. В 1840 година рисува иконата „Света Богородица Елеуса“ за църквата „Сретение Господне“ в Йенидже (Йенисеа). Негови са и повечето иконостасни икони от 1845 година на пловдивския храм „Света Богородица“, както и иконата „Св. св. Петър и Павел" от 1848 година в храма „Св. св. Константин и Елена“. Последната и най-известна негова творба е иконата „Рождество Христово" от 1866 година в иконостаса на катедралния храм „Света Марина“. Обикновено подписва работите си на гръцки език, но тези в изначално българската църква „Свети Георги“ на пловдивския квартал Мараша имат славянски надписи (1845-1855). Не е известно да е работил стенна живопис. Синът му Милтиадис също е познат като зограф в Пловдив през 1868 – 1909 г.